# توناواندا (نيويورك)
توناواندا (بالإنجليزية: Tonawanda)‏ هي قرية غير مضمنة في ولاية نيويورك الأمريكية. يبلغ عدد سكانها حسب تعداد سنة 2000: 61,729 نسمة. ويبلغ عددهم حسب تقدير 2007 حوالي:57,100 نسمة.

## التركيبة السكانية
حدّد مكتب تعداد الولايات المتحدة بيانات التركيبة السكانية لتوناواندا في تعداد الولايات المتحدة. في ما يلي، التركيبة السكانية حسب تعدادي 2000 و2010.

### تعداد عام 2000
بلغ عدد سكان توناواندا 16,136 نسمة بحسب تعداد عام 2000، وبلغ عدد الأسر 6,741 أسرة وعدد العائلات 4,364 عائلة مقيمة في المدينة. في حين سجلت الكثافة السكانية 1,522.3 نسمة لكل كيلومتر مربع (3,942.7/ميل2). وبلغ عدد الوحدات السكنية 7,119 وحدة بمتوسط كثافة قدره 671.6 لكل كيلومتر مربع (1,739.4/ميل2).
وتوزع التركيب العرقي للمدينة بنسبة 98.08% من البيض و0.42% من الأمريكيين الأفارقة و0.46% من الأمريكيين الأصليين و0.39% من الأمريكيين ذوي الأصول الآسيوية و0.01% من سكان جزر المحيط الهادئ و0.17% من الأعراق الأخرى و0.46% من عرقين مختلطين أو أكثر و0.89% من الهسبانيون أو اللاتينيون من أي عرق.
بلغ عدد الأسر 6,741 أسرة كانت نسبة 30.8% منها لديها أطفال تحت سن الثامنة عشر تعيش معهم، وبلغت نسبة الأزواج القاطنين مع بعضهم البعض 49.9% من أصل المجموع الكلي للأسر، ونسبة 10.8% من الأسر كان لديها معيلات من الإناث دون وجود شريك، بينما كانت نسبة 4% من الأسر لديها معيلون من الذكور دون وجود شريكة وكانت نسبة 35.3% من غير العائلات. تألفت نسبة 31.2% من أصل جميع الأسر من عدة أفراد يعيشون في نفس المنزل ونسبة 13.1% كانت تتألف من شخص يعيش بمفرده يبلغ من العمر 65 عاماً أو أكثر. وبلغ متوسط حجم الأسرة المعيشية 2.39، أما متوسط حجم العائلات فبلغ 3.01.
بلغ العمر الوسطي للسكان 38.9 عاماً. وكانت نسبة 23.9% من القاطنين تحت سن الثامنة عشر، وكانت نسبة 7.6% بين الثامنة عشر والرابعة والعشرين عاماً، ونسبة 29% كانت واقعةً في الفئة العمرية ما بين الخامسة والعشرين والرابعة والأربعين عاماً، ونسبة 22.6% كانت ما بين الخامسة والأربعين والرابعة والستين، ونسبة 16.8% كانت ضمن فئة الخامسة والستين عاماً فما فوق. يوجد لكل 100 أنثى 94.3 ذكر، ويوجد لكل 100 أنثى في الثامنة عشر من عمرها فما فوق 90.2 ذكر.
بلغ متوسط دخل الأسرة في المدينة 37,523 دولارًا، أما متوسط دخل العائلة فبلغ 46,242 دولارًا. وكان متوسط دخل الذكور 36,980 دولارًا مقابل 24,314 دولارًا للإناث. وسجل دخل الفرد الخاص بالمدينة 18,789 دولارًا. وكانت نسبة 4.9% من العائلات ونسبة 7.1% من السكان تحت خط الفقر، وكان من هؤلاء نسبة 8.7% تحت سن الثامنة عشر ونسبة 7.1% في الخامسة والستين من العمر وما فوق.

### تعداد عام 2010
بلغ عدد سكان توناواندا 15,130 نسمة بحسب تعداد عام 2010، وبلغ عدد الأسر 6,749 أسرة وعدد العائلات 3,948 عائلة مقيمة في المدينة. في حين سجلت الكثافة السكانية 1,427.4 نسمة لكل كيلومتر مربع (3,696.9/ميل2). وبلغ عدد الوحدات السكنية 7,141 وحدة بمتوسط كثافة قدره 673.7 لكل كيلومتر مربع (1,744.9/ميل2).
وتوزع التركيب العرقي للمدينة بنسبة 96.62% من البيض و0.91% من الأمريكيين الأفارقة و0.47% من الأمريكيين الأصليين و0.59% من الأمريكيين ذوي الأصول الآسيوية و0.02% من سكان جزر المحيط الهادئ و0.36% من الأعراق الأخرى و1.03% من عرقين مختلطين أو أكثر و2.05% من الهسبانيون أو اللاتينيون من أي عرق.
بلغ عدد الأسر 6,749 أسرة كانت نسبة 24.9% منها لديها أطفال تحت سن الثامنة عشر تعيش معهم، وبلغت نسبة الأزواج القاطنين مع بعضهم البعض 41.6% من أصل المجموع الكلي للأسر، ونسبة 12.1% من الأسر كان لديها معيلات من الإناث دون وجود شريك، بينما كانت نسبة 4.8% من الأسر لديها معيلون من الذكور دون وجود شريكة وكانت نسبة 41.5% من غير العائلات. تألفت نسبة 35% من أصل جميع الأسر من عدة أفراد يعيشون في نفس المنزل ونسبة 13.5% كانت تتألف من شخص يعيش بمفرده يبلغ من العمر 65 عاماً أو أكثر. وبلغ متوسط حجم الأسرة المعيشية 2.24، أما متوسط حجم العائلات فبلغ 2.90.
بلغ العمر الوسطي للسكان 42.7 عاماً. وكانت نسبة 19.3% من القاطنين تحت سن الثامنة عشر، وكانت نسبة 9.5% بين الثامنة عشر والرابعة والعشرين عاماً، ونسبة 24.2% كانت واقعةً في الفئة العمرية ما بين الخامسة والعشرين والرابعة والأربعين عاماً، ونسبة 30.5% كانت ما بين الخامسة والأربعين والرابعة والستين، ونسبة 16.6% كانت ضمن فئة الخامسة والستين عاماً فما فوق. وتوزع التركيب الجنسي للسكان بنسبة 48.6% ذكور و51.4% إناث.

## أعلام
- توماس بيري
- بيرت لويس
- بوبي شوتلورث
- بليك ميلر
- برنارد جوزيف ماكلولين